# آبراهام مامیکونه‌یتس
آبراهام مامیکونه‌یتس (ارمنی: Աբրահամ Մամիկոնեից؛ انگلیسی: Abraham Mamikoneits زادهٔ سده ششم - درگذشته سده ششم (میلادی)) کاهن، کتاب‌شناس، مینیاتوریست، نویسنده اهل ارمنستان بود.

## زندگی‌نامه
تاریخ تولد و مرگ وی مشخص نیست. 

## آثار
چند کتاب در مورد تاریخ ارمنستان نگاشته است.